# الشمط (القصيم)
 مركز الشمط غرب منطقة القصيم متوسطة بين القصيم و المدينة المنورة، وهي تمثل البوابة الغربية للقصيم.

## التاريخ
هي بوابة القصيم الغربية على الخط السريع وبوابة المدينة المنورة من جهة الشرق، ويوجد بها مركز لأمن الطرق القصيم - والهلال الأحمر السعودي - وأمن طرق المدينة المنورة وتبعد عن المدينة المنورة بحوالي 233 كم وعن بريدة 270 كم وعن محافظة عقلة الصقور 90 كم، والشمط هي هضبات جبلية أربع واقعة إلى جهة الشرق من وادي الجرير على بعد 25 كلم من ضفته الغربية وتسمى الواحدة منها شمطاء وأبعدها إلى جهة الشمال اسمها شمطاء العطشانة وإذ يميزها بعضهم بالاشماط

## جبل الشمط
تنطق بضم الشين المشددة بعدها ميم ساكنة فطاء ساكنة أيضاً، وهي جبال متفرقة مختلطة بعضها لونها أسود والآخر أحمر اللون. تقع غرب منطقة القصيم والجبل كغيره من الجبال يوجد به آبار ماء تسمى بئر شمطان تقع في الجهة الشرقية منه.

## السكان
يبلغ عدد سكان الشمط 1000 نسمة وسكانها هم البدارين من بني عمرو من حرب

## الموقع الجغرافي
تقع شرق منطقة المدينة المنورة وتبعد عنها 233 كم وعن مدينة بريدة 270 كم وعن محافظة عقلة الصقور 90 كم. 

## المناخ
المناخ قاري صحراوي، حار جاف صيفًا بارد مُمطر شتاء وتبلغ درجة الحرارة صيفًا 45°م، وفي الشتاء تصل 33-  مادون الصفر ومتوسط سقوط المطر